# The Deadly Hunt
Pour plus de détails, voir Fiche technique et Distribution.
The Deadly Hunt est un téléfilm américain de John Newland diffusé le 1er octobre 1971 sur CBS.
Il est inédit dans tous les pays francophones.

## Synopsis
Cliff Cope est un jeune homme d'affaires brillant qui a décidé de passer un week-end en forêt avec sa femme mais le couple devient la cible d'un duo de tueurs. Alors qu'un feu se déclare, la situation devient critique pour le couple.

## Fiche technique
- Titre original : The Deadly Hunt
- Réalisation : John Newland
- Scénario : Jerry Ludwig et Eric Bercovici d'après un roman de Pat Stadley
- Directeur de la photographie : Fred J. Koenekamp
- Montage : Henry Berman
- Direction artistique : Walter Neumeister
- Musique : Vic Mizzy
- Producteur : John Newland
- Producteur exécutif : David Levy
- Compagnies de Production : Four Star International
- Compagnie de distribution : CBS
- Genre : Policier
- Pays :  États-Unis
- Durée : 74 minutes [1]
- Date de diffusion :
  -  États-Unis : 1er octobre 1971

## Distribution
- Jim Hutton : Cliff Cope
- Anthony Franciosa : Ryan
- Peter Lawford : Mason
- Tim McIntire : Peter Burton
- Anjanette Comer : Martha Cope
- Thomas Hauff : Danny
- Bob George : Quatim
- Ivor Harries : Oncle Claude
- Bill Barringer : McKeever
- Dennis Robertson : Le ranger
- David Glyn-Jones : Perkins
- Wally McSween : Jeb